# Bezirk Winniki
Bezirk Winniki – dawny powiat (Bezirk) kraju koronnego Królestwo Galicji i Lodomerii, funkcjonujący w latach 1854–1867. Siedzibą starostwa była wieś Winniki.

## Historia
Bezirk Winniki utworzono w ramach reformy uwłaszczeniowej z okresu Wiosny Ludów (1848–1849), która likwidowała jurysdykcję właściciela ziemskiego nad poddanymi. W Galicji, dominium – jako podstawowa jednostka administracyjna i filar systemu feudalnego straciło rację bytu. Konieczne stało się zatem wprowadzenie nowego systemu administracyjnego, którego zręby powstały w latach 1851–1855. Nowy trójstopniowy podział administracyjny objął 21 cyrkułów (niem. Kreise), 179 małych powiatów (niem. Bezirke) i ponad 6000 gmin (niem. Gemeinde).
Bezirk Winniki objął obszar o wielkości 6,2 mil², zamieszkany przez 25.244 ludzi i podzielony na 35 gmin katastralnych. Wszedł w skład cyrkułu lwowskiego, jako jeden z jego pięciu powiatów ziemskich. Powiat posiadał na zachodzie eksklawę (gmina Kozielniki), położoną między Bezirk Magistrat der Hauptstadt Lemberg a Bezirk Lemberg.
Po nadaniu Galicji autonomii oraz powołaniu samorządu gminnego i powiatowego w 1865 zlikwidowano cyrkuły (Kreise). Dotychczasowe małe powiaty (Bezirke) w liczbie 179, utrzymały się do 1867 roku, kiedy to w następstwie kolejnej reformy administracyjnej (23 stycznia 1867) zostały zastąpione przez 74 większych powiatów. Obszar zniesionego Bezirk Winniki wszedł wtedy w całości w skład nowego powiatu lwowskiego.

## Podział administracyjny (1854)
| Lp. | Gmina jednostkowa        | Powierzchnia | Ludność | Powiat w 1867 po zniesieniu |
| --- | ------------------------ | ------------ | ------- | --------------------------- |
| 1   | Winniki z Weinbergen     | 3585         | 2547    | lwowski                     |
| 2   | Podbereźce z Unterbergen | 1587         | 893     | lwowski                     |
| 3   | Barszczowice             | 3220         | 1080    | lwowski                     |
| 4   | Biłka Szlachecka         | 2812         | 1041    | lwowski                     |
| 5   | Biłka Królewska          | 1288         | 465     | lwowski                     |
| 6   | Gaje                     | 2440         | 886     | lwowski                     |
| 7   | Hermanów                 | 1642         | 552     | lwowski                     |
| 8   | Zuchorzyce               | 1587         | 456     | lwowski                     |
| 9   | Żurawniki                | 1631         | 636     | lwowski                     |
| 10  | Czarnuszowice            | 1546         | 739     | lwowski                     |
| 11  | Czyszki                  | 2681         | 1578    | lwowski                     |
| 12  | Kozielniki               | 763          | 380     | lwowski                     |
| 13  | Czyżyków                 | 1429         | 647     | lwowski                     |
| 14  | Mikłaszów                | 3757         | 1124    | lwowski                     |
| 15  | Kamienopol               | 1246         | 258     | lwowski                     |
| 16  | Pikułowice               | 2362         | 962     | lwowski                     |
| 17  | Podborce                 | 1665         | 693     | lwowski                     |
| 18  | Podciemno                | 3215         | 383     | lwowski                     |
| 19  | Lesienice (Lesienice)    | 1583         | 684     | lwowski                     |
| 20  | Winniczki                | 1055         | 396     | lwowski                     |
| 21  | Gańczary                 | 632          | 242     | lwowski                     |
| 22  | Dmytrowice               | 1321         | 427     | lwowski                     |
| 23  | Dawidów                  | 3046         | 1246    | lwowski                     |
| 24  | Czerepin                 | 935          | 339     | lwowski                     |
| 25  | Krotoszyn                | 1367         | 881     | lwowski                     |
| 26  | Głuchowice               | 639          | 406     | lwowski                     |
| 27  | Wołków                   | 1734         | 660     | lwowski                     |
| 28  | Kuhajów                  | 2366         | 561     | lwowski                     |
| 29  | Zagórze                  | 841          | 400     | lwowski                     |
| 30  | Milatycze                | 1539         | 663     | lwowski                     |
| 31  | Sołonka Wielka           | 1046         | 509     | lwowski                     |
| 32  | Sołonka Mała             | 494          | 395     | lwowski                     |
| 33  | Tołszczów                | 1525         | 632     | lwowski                     |
| 34  | Żyrawka                  | 1049         | 1066    | lwowski                     |
| 35  | Siedliska                | 1735         | 417     | lwowski                     |

Objaśnienie:
(M) = miasto; (m) = miasteczko